# Xã Butte, Quận McLean, Bắc Dakota
Xã Butte (tiếng Anh: Butte Township) là một xã thuộc quận McLean, tiểu bang Bắc Dakota, Hoa Kỳ. Năm 2010, dân số của xã này là 13 người.